# Chandili
Chandili é uma vila no distrito de Rayagada, no estado indiano de Orissa.

## Demografia
Segundo o censo de 2001, Chandili tinha uma população de 18,688 habitantes. Os indivíduos do sexo masculino constituem 51% da população e os do sexo feminino 49%. Chandili tem uma taxa de literacia de 66%, superior à média nacional de 59.5%; a literacia no sexo masculino é de 74% e no sexo feminino é de 56%. 12% da população está abaixo dos 6 anos de idade.